# Turist (film)
Turist är en svensk dramafilm från 2014 i regi av Ruben Östlund, med Johannes Bah Kuhnke och Lisa Loven Kongsli i huvudrollerna. Den skildrar en familj på skidsemester i Alperna under fem dagar. På den andra dagen tror familjen för ett ögonblick att den kommer slukas av en lavin; det visar sig vara falskt larm, men mannens oridderliga beteende vid händelsen utlöser en kris inom familjen. Enligt Östlund vill han med filmen skildra en särskild typ av självgodhet och "ta ett strypgrepp på den nordiska folksjälen". Rollistan är blandat svensk och norsk.
Turist, som för internationell lansering fick namnet Force Majeure,  hade premiär på Filmfestivalen i Cannes 2014 där den erhöll jurypriset i sektionen Un certain regard. Filmen nominerades till Nordiska rådets filmpris och valdes av Svenska Filminstitutet till Sveriges bidrag i Oscarskategorin Bästa utländska film. Den blev även nominerad till en Golden Globe som Bästa utländska film. Vid Guldbaggegalan 2015 vann den bland annat pris för Bästa film.
År 2020 gjordes en amerikansk nyinspelning av Turist med titeln Downhill i regi av Nat Faxon och Jim Rash.

## Medverkande
- Johannes Bah Kuhnke – Tomas
- Lisa Loven Kongsli – Ebba
- Clara Wettergren – Vera
- Vincent Wettergren – Harry
- Kristofer Hivju – Mats
- Fanni Metelius – Fanny
- Karin Myrenberg Faber – Charlotte
- Brady Corbet – amerikanen
- Johannes Moustos – städaren
- Jorge Lattof – Tomba

## Tematik
Ruben Östlund var intresserad av problem som uppstår när män misslyckas med att uppfylla sin könsroll. Han utgick från ideal som uppstått i förhistorisk tid då en familjs överlevnad var tydligt avhängig av männens förmåga att stå emot yttre hot. I ett modernt och ekonomiskt välstående samhälle sätts denna förmåga sällan på prov i skarpt läge, vilket kan orsaka att människor får en radikalt ny bild av varandra efter en traumatisk upplevelse. Östlund menar att dessa problem har sin grund i den isolerade kärnfamiljen, som uppstod i samband med moderniteten och urbaniseringen under den industriella revolutionen. Han vill med filmen belysa den skörhet som uppstår när en individ förväntas besitta alla de egenskaper som familjen kan behöva, som i den förmoderna storfamiljen istället tillgodosågs av flera generationer av familjemedlemmar.

## Tillkomst
En av idéerna bakom filmen fick Östlund från sin vän Kalle Boman, som berättade att skilsmässofrekvensen är ovanligt hög bland par som varit med om något spektakulärt och traumatiskt tillsammans. En annan inspirationskälla var ett par som Östlund kände som hade varit på semester i Latinamerika, och då varit med om att beväpnade män plötsligt stormade in och började skjuta. Mannen i paret hade genast sprungit och gömt sig, utan hänsyn till sin fru. Östlund hade noterat hur kvinnan efter detta ofta tog upp det inträffade när hon var berusad. Att filmen utspelar sig på en skidort i Alperna återknyter till Östlunds bakgrund som skidfilmare.
Filmen produceras av Plattform Produktion, med samproduktionsstöd från franska Société Parisienne de Production och Rhône-Alpes Cinéma, samt bolag i Danmark. Produktionen mottog elva miljoner kronor från Svenska Filminstitutet och 1,8 miljoner norska kronor från Nordisk film- & TV-fond. Den har även stöd från Film i Väst.
Inspelningen startade 18 mars 2013 i Les Arcs i franska alperna, där den fortgick i tre veckor. Med start 2 maj fortsatte inspelningen i fyra veckor på hotellet Copperhill Mountain Lodge i Åre för inomhusscener. Inspelningen skedde med anamorfa objektiv och den digitala kameramodellen Arri Alexa. Estetiskt frångår filmen på flera vis Östlunds tidigare bildspråk, som har varit präglat av ett stationärt och icke-dömande kameraarbete. En anledning till detta var att Östlund anlitade Fredrik Wenzel som fotograf; Wenzels egna filmer har utmärkts av ett sökande foto med handhållen kamera och många närbilder. Ett uttalat mål för Östlund var att Turist ska innehålla "den mest spektakulära lavinscenen i filmhistorien". Scenen gjordes med en upptagning från en verklig lavin i British Columbia, som sedan klipptes ihop med den övriga scenen som spelades in i studio. I lavinscenen och flera andra scener använde filmskaparna programmen Photoshop och After Effects för digital bildmanipulering, som är tänkt att vara osynlig för tittaren.

## Utgivning
Världspremiären skedde 18 maj 2014 vid 67:e filmfestivalen i Cannes, där filmen tävlade i avdelningen Un certain regard. Där tog den hem juryns pris. Filmen gick upp på bio i Sverige 15 augusti 2014 genom Triart film.

## Mottagande
Turist sågs av 144 301 biobesökare i Sverige 2014 och blev det året den nionde mest sedda svenska filmen i Sverige

### Politiskt genmäle
En skribent skrev för tidskriften Arkitektur att Östlund "romantiserar 'storfamiljen' i bysamhället med många vuxna. Långt ifrån den instängda radhusfamiljen i de snabbt industrialiserade städernas randområden." Skribenten fortsatte: "Men tänk om urbaniseringen och industrialiseringen i sin förlängning också var nyckeln till just individens frigörelse. ... Att bli ny, att utbilda sig, att frigöra sig från familjen. Östlunds oförmåga att hantera urbana rörelsers mångsidighet, stadens tvetydighet, som han visade upp i Play verkar avspegla sig också i hans nya film."